# Манарски залив
Манарският залив (на английски: Gulf of Mannar, на тамилски: மன்னார் வளைகுடா)  е залив в северната част на Индийския океан (Лакадивско море), между крайната южна част на полуостров Индостан на северозапад, остров Шри Ланка на изток и веригата острови и скали Адамов мост на север. Вдава се в сушата на 140 km, ширината на входа му е 240 km, а дълбочината му достига до 1335 m в откритите части. Флората и фауната на залива наброява над 3600 вида, а в крайбрежните му води се намират най-големите в света ферми за развъждане и добив на бисерни миди. Бреговете му са гъсто населени, като най-големите селища са Тутикорин (Тутукоди) в Индия и Путалам в Шри Ланка.